# إنريكو فرانزوي
إنريكو فرانزوي (بالإيطالية: Enrico Franzoi)‏ مواليد 8 أغسطس 1982 في إيطاليا، هو دراج إيطالي. متخصص في سباق سيكلو كروس حيث كان بطل إيطاليا في المسابقة في 2005.

## وصلات خارجية
- الموقع الرسمي

## روابط خارجية
- إنريكو فرانزوي على موقع الاتحاد الدولي للدراجات (الإنجليزية)
- إنريكو فرانزوي على موقع أرشيف الدراجات (الإنجليزية)
- إنريكو فرانزوي على موقع إحصائيات الدراجات الإحترافية (الإنجليزية)
- إنريكو فرانزوي على موقع نسبة الدراجات (الإنجليزية)
- إنريكو فرانزوي على موقع CycleBase (الإنجليزية)